# Jedličkův ústav
Jedličkův ústav a školy v Praze je nejstarší české zařízení pro děti a mládež s tělesným postižením, které se dodnes věnuje vzdělávání, rehabilitaci, sociálním službám, komplexnímu rozvoji dovedností, využití tvůrčího potenciálu a zlepšení kvality života lidí s handicapem (vozíčkářům, mládeži po úrazech, dětem se somatickým znevýhodněním, s kombinovaným postižením, u některých služeb dokonce celé rodině s dítětem s tělesným postižením apod.).
Zařízení poskytuje nejen rehabilitační péči, ale i vzdělání. Zahrnuje mateřskou, základní a několik typů středních škol.

## Historie

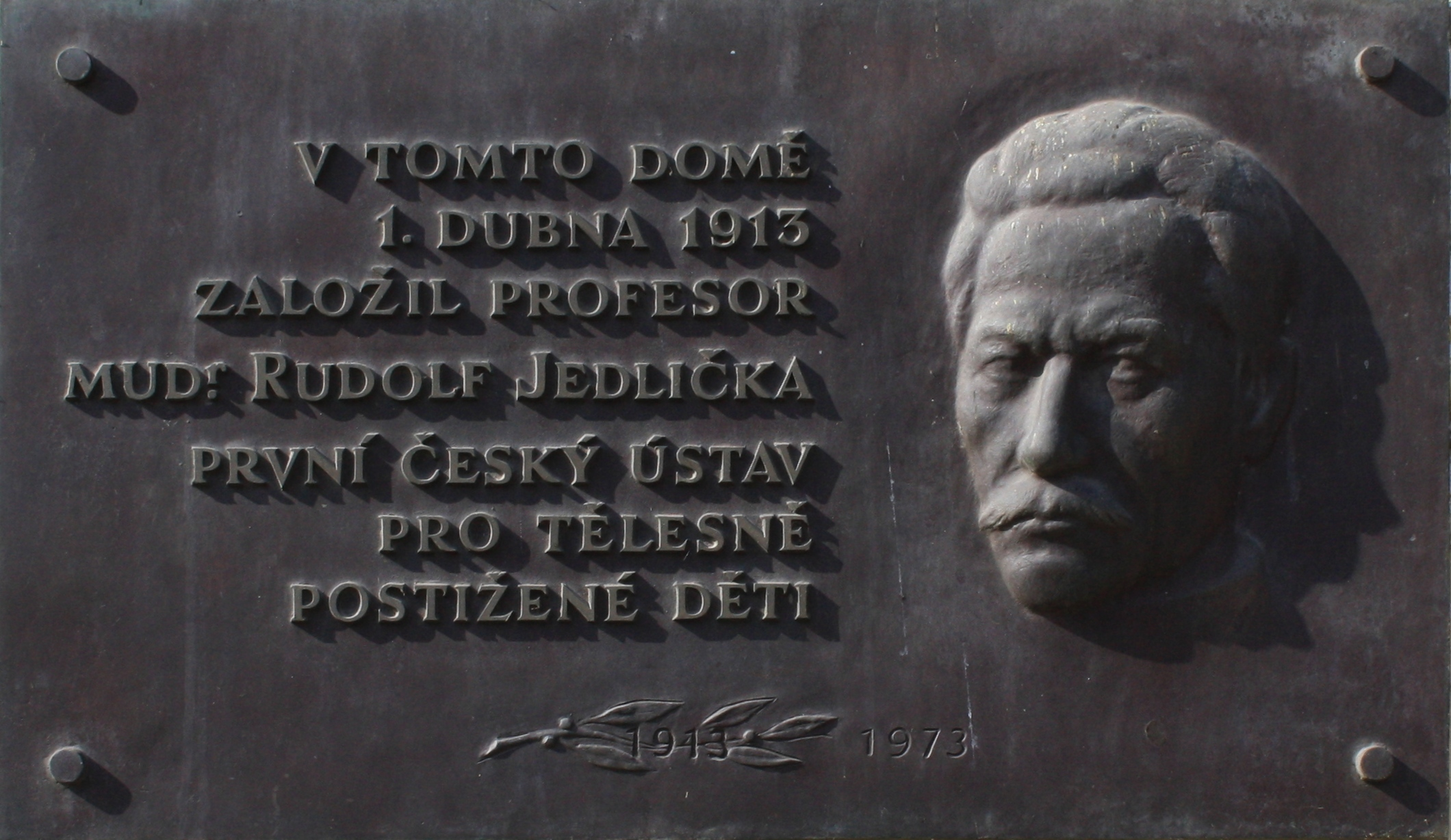
Pamětní deska Dr. Rudolfa Jedličky na Vyšehradě

Jedličkův ústav byl založen na jaře roku 1913 na základě iniciativ pražského Spolku pro výchovu mrzáků. Založení ústavu je spojeno především s MUDr. Rudolfem Jedličkou, předsedou Spolku, jehož jméno je v názvu už od listopadu téhož roku. Jeho myšlenkou bylo "Z mrzáků žebrajících o almužnu vychovat plátce daní."
Od samých počátků byla patrná snaha o vybudování léčebné a vzdělávací instituce na novátorských, vědecky podložených, medicínsky obhajitelných, ekonomicky svépomocných a pedagogicky alternativních základech. O potřebě vzniku ústavu svědčí, že již v září 1913 informoval tisk o jeho přeplnění a nutnosti rozšíření.
Ústav v tomto pojetí znamenal funkční a stabilní organizaci, která měla racionální uspořádání a zároveň poskytovala prostor a bezpečí pro individuální rozvoj klientů. Přesně v tomto duchu byla naplňována idea zakladatele propojit při práci s konkrétními dětmi jinak oddělené obory jako pedagogiku, psychologii, medicínu, sociální práci, pracovní, mravní a estetickou výchovu v jeden celek a s využitím potenciálu významných osobností vytvořit autentický sociální systém.
František Bakule, Augustin Bartoš, Rudolf Jedlička, Michal Jedlička, František Kábele, Jan Pfeiffer, Anežka Krčková, Jan Pičman, Marie Vágnerová a dílo mnohých dalších patří k tradici Jedličkova ústavu a škol, která je rozvíjena v týmové práci a dalších specifických aktivitách.

### Počátky a vývoj do konce druhé světové války
Ve 20. letech 20. století byla za ředitele Augustina Bartoše kapacita ústavu navýšena výstavbou nové školy.
Prvním ředitelem se stal učitel a sbormistr František Bakule, který prosazoval integraci tělesně znevýhodněných dětí pomocí fyzické práce a uměleckých činností, včetně dětského sboru. Na začátku první světové války se ústav stal součástí programu zaměřeného na léčbu, rehabilitaci a integraci vojáků zraněných ve válce.
V roce 1920 převzal vedení ústavu Augustin Bartoš, který ho zastihl v neutěšené finanční situaci, ústav reorganizoval a podstatně nechal rozšířit jeho zázemí – nové internátní budovy, školní knihovnu, zřídil dílny pro terapeutické a pracovní vyžití, založil muzeum ústavu a zavedl výuku v internátní nemocnici. Implementoval také inovativní didaktické metody, jako výuku hrou v přírodě, tvořivou práci žáků a „neobvyklé psaní“ pro tělesně postižené, částečně inspirované i ze zahraničí.

### Poválečný vývoj a vliv komunistického režimu
Zřizovací spolek zanikl s koncem druhé světové války a Jedličkův ústav přešel pod státní správu a spojen s obdobným zařízením v Liberci. Po roce 1948 byl často přechodně spravován ministrem školství, ale větší část doby spadal pod sociální péči státu, což znamenalo ztrátu autonomie a možnosti volného rozvoje pedagogických i rehabilitačních inovací.
V období komunistického režimu byl přístup k lidem s postižením stigmatizující – považovali se za „sociálně nežádoucí“. Ústav tak fungoval často v izolaci od veřejnosti a chovanci byli uzavřeni ve vnitřním areálu bez širší společenské interakce. Jedličkův ústav byl navíc značně podfinancován – chyběly prostředky na moderní vybavení, rehabilitační pomůcky i adekvátní platy zaměstnanců, přičemž stát upřednostňoval ústavní péči před podporou sociálního začleňování a samostatnosti. Díky tomu se stával prostředím, kde se život koncentroval za zavřenými branami.
Tato vynucená uzavřenost ale zároveň podnítila vznik vlastního vnitřního života – kulturních, uměleckých i pracovních aktivit. Ústav rozšířil nabídku volnočasových programů, především řemeslné a ortoepické dílny, které se udržely dodnes. Jako úspěšný model v rámci rehabilitační péče jsou často zmiňovány právě tyto dílny, které vznikly v meziválečném období a dosáhly vrcholu v době normalizace.
Během socialistické éry došlo k opakovaným plánům na přestěhování ústavu na okraj Prahy, údajně pro zlepšení zázemí, ale v praxi šlo i o snahu „odklidit“ jeho obyvatel z městského centra – změnu ochotně odmítla veřejnost i odborná komunita. Výsledkem bylo zachování centrální polohy ústavu a kontinuity jeho života.

### Krize Jedličkova ústavu a zásah Olgy Havlové (1990)
Po roce 1989 se Jedličkův ústav pro tělesně postižené stal symbolem zanedbané sociální péče přetrvávající z dob komunistického režimu. Jeho kritická situace, známá již od 60. let, vyvrcholila na jaře 1989 veřejnými protesty zaměstnanců a rodičů.
Dne 1. července 1990 se situace dostala do centra pozornosti díky zásahu Olgy Havlové, tehdejší první dámy. Společně s Výborem dobré vůle vstoupila do budovy místního úřadu Prahy 4 s cílem získat jasnou odpověď na otázku budoucnosti ústavu. Pokud by odpověď nedostala, byla připravena úřad neopustit.
Tato razantní akce, o níž byl informován i prezident Václav Havel, vedla ke zvýšení tlaku na zlepšení podmínek v ústavu a přispěla ke změně postoje veřejné správy k sociální péči. Sama Olga Havlová později uvedla, že své postavení vědomě využila pro prosazení důležitého sociálního tématu, které by jinak mohlo být přehlíženo.

### Vznik Nadace Jedličkova ústavu
Nadace Jedličkova ústavu vznikla v roce 1990 jako přímá reakce na dlouhodobé podfinancování a izolaci ústavu v době komunismu. Založila ji ředitelka Anežka Krčková s podporou Olgy Havlové s cílem pokračovat v tradici původního zaměření na důstojný a aktivní život lidí s postižením. Rozšířila působnost ústavu o bezbariérovou dopravu, osobní asistenci, chráněné dílny a sociální podniky, jako je chráněná dílna Borůvka Praha nebo sociální podnik Maturus. Dodnes organizuje benefiční akce a podporuje projekty, které usilují o skutečnou integraci klientů ústavu do společnosti.

## Budovy

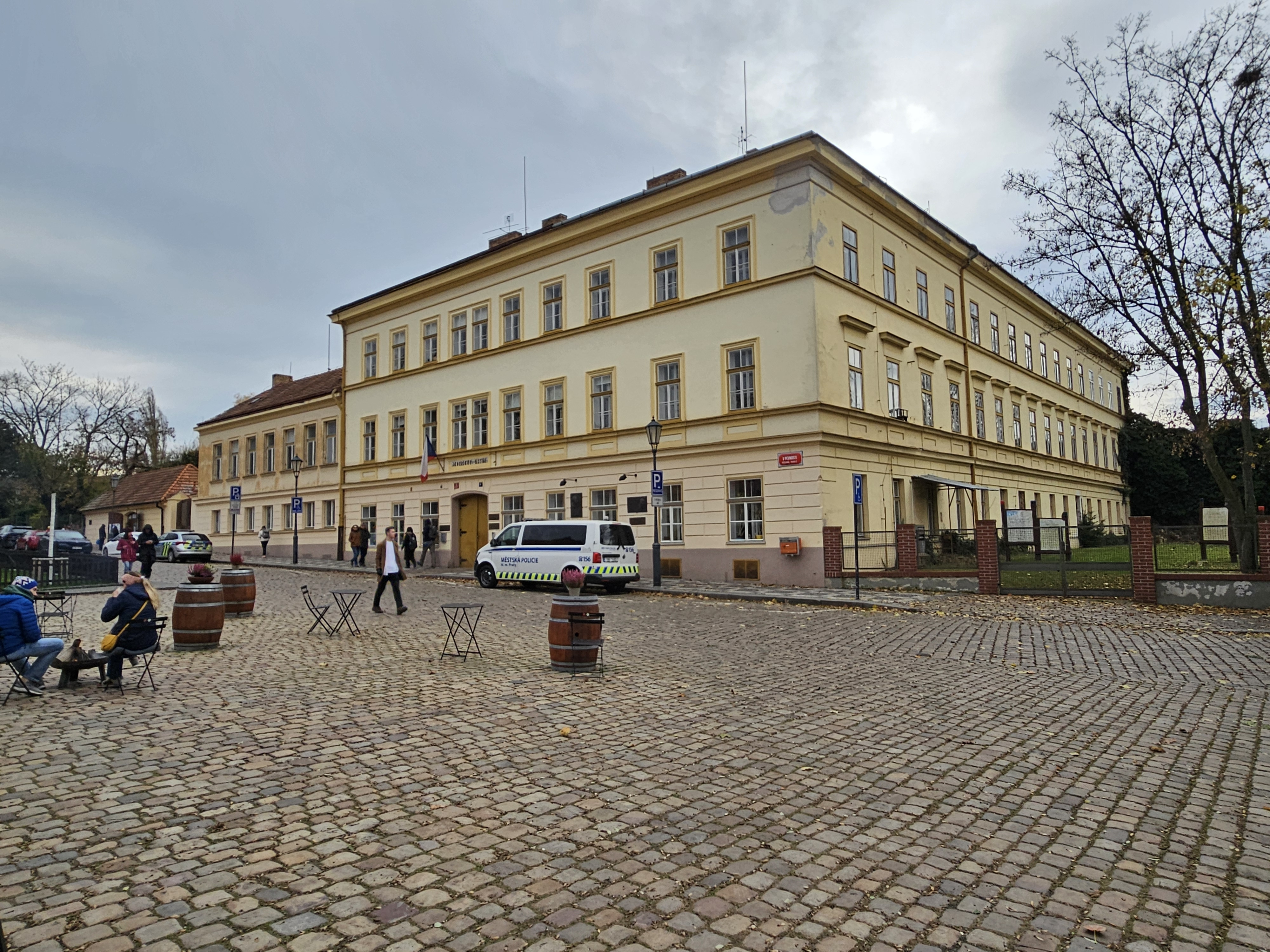
Hlavní budova Jedličkova ústavu na Vyšehradě (listopad 2024)

### Praha
Jedličkův ústav sídlí od svého založení v roce 1913 v areálu pevnosti Vyšehrad, kde dodnes funguje jako hlavní budova. Vzhledem k rostoucímu počtu žáků byla v roce 1926 za ředitele Augustina Bartoše otevřena nová školní budova (na dohled od hřiště Slavoje Vyšehrad), která byla později dostavěna o třetí a čtvrté poschodí. V roce 1951 byla otevřena mateřská škola, roku 1953 přibyly třídy druhého stupně a o rok později také zvláštní škola, která se následně rozšířila na tři třídy.

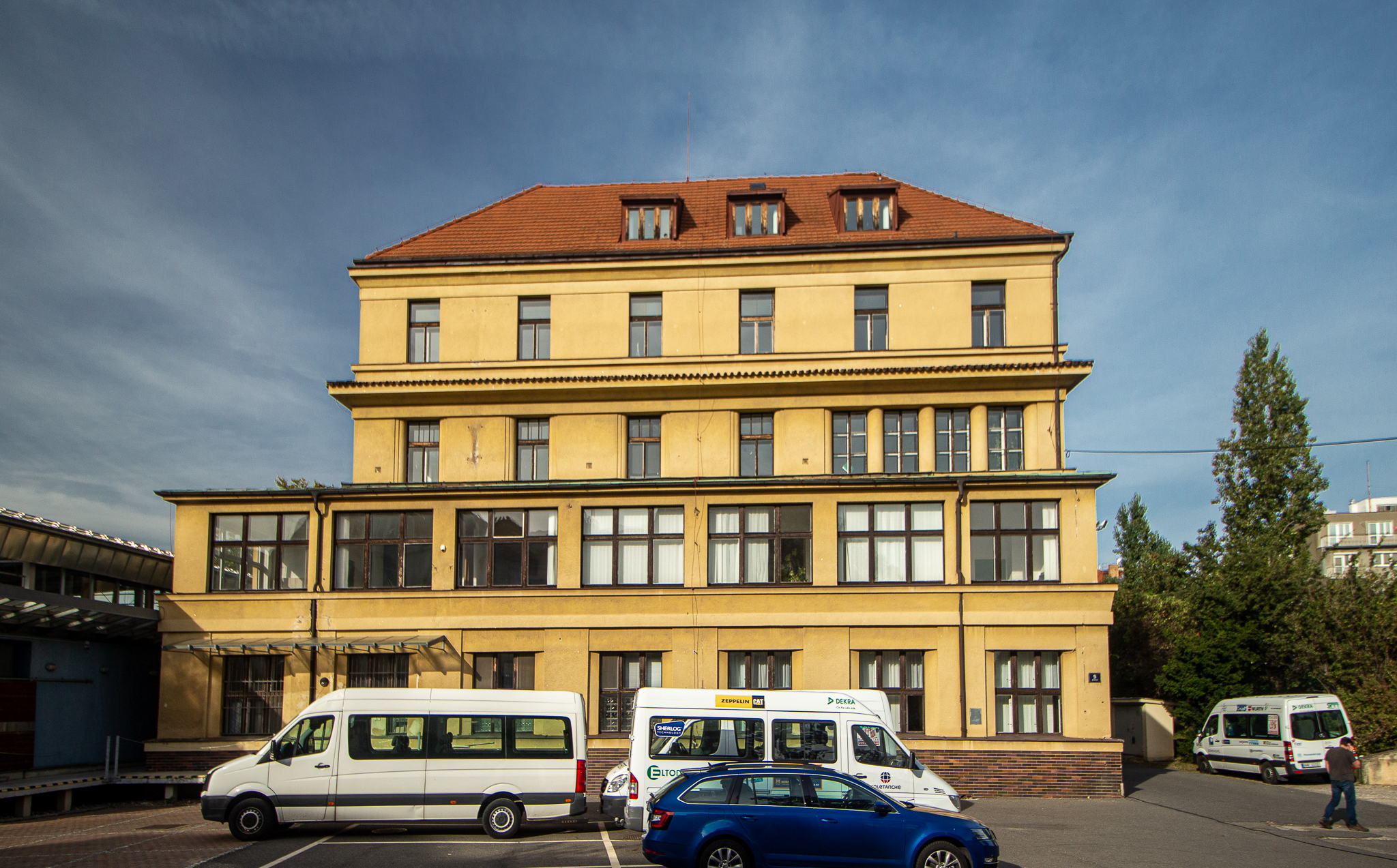
Nová budova Jedličkova ústavu na Pankráci (září 2020)

Komplex Jedličkova ústavu doplňují další budovy v oblasti Pankráce (katastrální území Nusle), zejména v ulicích U Jedličkova ústavu a Na Topolce, kde se nacházejí internáty, odborné dílny a rehabilitační zařízení. Zařízení ústavu jsou do značné míry přístupná i široké veřejnosti – například Obchůdek Borůvka, Ta Kavárna, školní bazén nebo různé kulturní a sportovní akce, které se v areálu pravidelně konají.

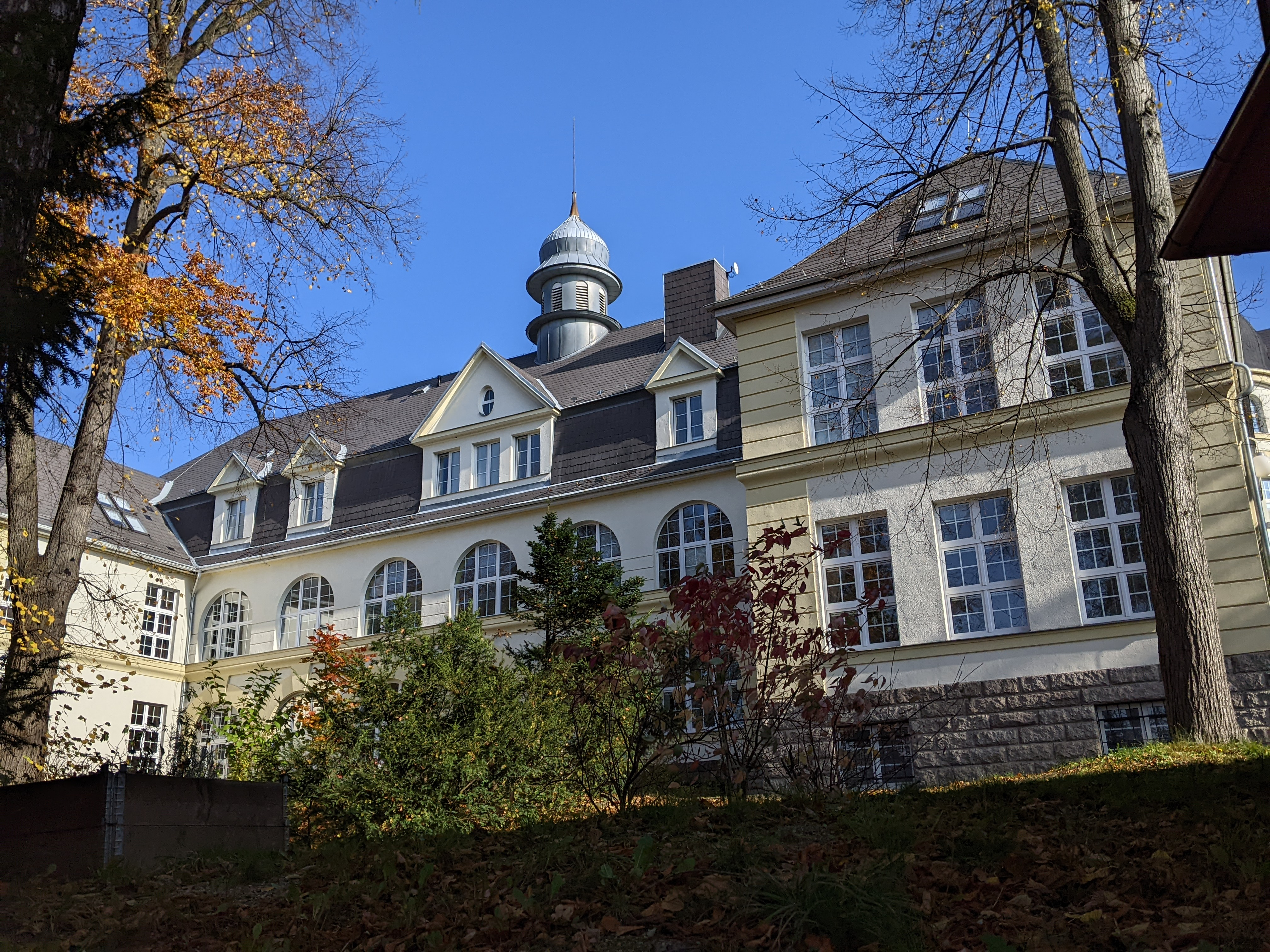
Budova Jedličkova ústavu v Liberci (říjen 2024)

### Liberec
Po druhé světové válce se Jedličkův ústav rozšířil také do Liberce, kde zůstaly opuštěné budovy původně německého ústavu pro tělesně postižené. Zaměstnanci pražského ústavu pomohli zařízení uvést do provozu a vznikla tak druhá větev ústavu. V Praze se nadále vzdělávaly děti 1. až 5. tříd, zatímco v Liberci pokračovaly děti 6. až 8. tříd. Obě části byly po roce 1948 formálně spojeny, ale fungovaly odděleně.

### Rekreační a výjezdová zařízení
Jedličkův ústav využíval od meziválečného období několik rekreačních objektů, které sloužily jako školy v přírodě, ozdravovny či letní tábory pro děti a mládež s tělesným postižením.
Prvním takovým objektem byla vila v Harrachově, kterou odkázal dětem zakladatel ústavu Rudolf Jedlička. Dům s parkem a lesem byl využíván až do roku 1950, kdy byl převeden na rekreační zařízení předsednictva vlády. Dodnes je ve správě Poslanecké sněmovny PČR a poslanci sem jezdí na zimní dovolené.
Od roku 1937 využíval ústav také zámeček v Lochovicích, který daroval spisovatel F. X. Šalda. Během druhé světové války sloužil jako přechodné azylové zařízení a po válce jako škola v přírodě. Ústav jej využíval až do roku 1953, kdy byl objekt odebrán a převeden pod sociální péči hlavního města Prahy.
V dalších letech ústav získal a střídal několik náhradních rekreačních objektů: vilu v Horním Maxově, dům v Doubici a objekt ve Větrově u Frýdlantu. V roce 1977 byl pro potřeby ústavu zakoupen chatkový tábor u obce Buková v jižních Čechách. Později byl získán i statek v samotné Bukové, který byl v následujících letech zrekonstruován a dodnes slouží k rekreaci klientů ústavu.

## Zajímavost
- Literární kritik F. X. Šalda učinil Jedličkův ústav svým univerzálním dědicem.[9]